# Саусе, Викки
Виктория (Викки) Саусе Вальдес (исп. Victoria (Vicky) Sauze Valdez; род. 21 июля 1991, Сан-Мигель-де-Тукуман) — аргентинская хоккеистка на траве, полузащитник. Серебряный призёр летних Олимпийских игр 2020 года, чемпионка Америки 2022 года, чемпионка Панамериканских игр 2019 года.

## Биография
Викки Саусе родилась 21 июля 1991 года в аргентинском городе Сан-Мигель-де-Тукуман.
Играет в хоккей на траве за «Ривер Плейт» из Буэнос-Айреса.
В составе женской сборной Аргентины дважды выигрывала золотые медали хоккейных турниров Южноамериканских игр — в 2014 году в Сантьяго и в 2018 году в Кочабамбе.
В 2018 году завоевала бронзовую медаль Трофея чемпионов в Чанчжоу.
В 2019 году стала бронзовым призёром хоккейного турнира Панамериканских игр в Лиме.
В 2021 году вошла в состав женской сборной Аргентины по хоккею на траве на летних Олимпийских играх в Токио и завоевала серебряную медаль. Играла на позиции полузащитника, провела 8 матчей, мячей не забивала.
В 2022 году завоевала серебряную медаль Панамериканского чемпионата в Сантьяго.